# Археологический комплекс Гёйтепе
Гёйтепе азерб. Göytəpə) — археологический комплекс эпохи неолита в Азербайджане. Гёйтепе связан с культурой Шомутепе и является крупнейшим поселением раннего периода неолита на Южном Кавказе.

## Географическое расположение
Гёйтепе расположен в Товузском районе Азербайджана, в 10 км к востоку от города Товуз, в 2 км от села Ашагы Гушчу, на правом берегу среднего течения реки Кура на западной террасе долины Заям. Дюна Гёйтепе занимает площадь более 2 га, высотой 420 м и диаметром почти 145 м.

## История
Гёйтепе датируется приблизительно VI тысячелетием до нашей эры, и является одним из крупнейших поселений культуры Шомутепе. Тщательное исследование Гёйтепе начато в 2006 году после 4 десятилетий его первоначальной документации археологом Идеалом Наримановым. Исследование было проведено со стороны совместной азербайджано-французской миссии в 2006 году. Была составлена топографическая карта кургана и взято несколько образцов древесного угля для определения возраста участка.
В 2008 году эксперты из Института археологии и этнографии Азербайджана во главе с Фархадом Гулиевым, а также в 2009 году японские археологи из Токийского университета во главе с Есихиро Нисиаки более подробно исследовали эту местность.
Презентация археологического комплекса состоялась в Токийском университете в 2009 году, в учебном заведении Колледж-де-Франс в Париже и в Британском музее в Лондоне в 2010 году, а также в Институте археологии Российской академии наук и в Национальном историческом музее Грузии в 2011 году. В 2014 году в Национальной Академии наук Азербайджана была проведена презентация дебютных работ с целью основания археологического парка Гёйтепе.
Президентом Азербайджана Ильхамом Алиевым 18 апреля 2012 года было подписано распоряжение «О создании археологического комплекса Гёйтепе» с целью тщательного изучения этого памятника.
18 апреля 2012 года были заложены основы археологического комплекса Гёйтепе. На эти цели из резервного фонда Президента Азербайджана Национальной Академии Наук Азербайджана было выделено 300 000 манат.

## Стратиграфия и датировка
Территория площадью 300 кв. м. и глубиной 3-4 метра в Гёйтепе была изучена после того, как была очищена от почвы. Площадь раскопок была разделена на квадраты (в пронумерованном виде: 1, 2, 3 …) с использованием сетки 10х10 от базовой точки на север и на восток (обозначено буквами: A, B, C …). Чтобы облегчить стратиграфическое чтение, каждый квадрат был затем разделен на 2 части — западную (I) и восточную (II). 4 квадрата на вершине кургана (1A, 2A, 1B и 2B) были исследованы азербайджанскими специалистами. Субквадрат (4BII) в северной части холма был раскопан японской миссией. Стратиграфию всех квадратов, в первую очередь, проводили японские специалисты. Исследование квадратов 1A, 2A, 1B и 2B в дополнение к субквадрату 4BII достигло глубины приблизительно 3 м.
С 2008 года проведено восемь радиоуглеродных анализов С14 (во французской и японской лабораториях) угольных остатков, взятых из различных квадратов зоны раскопок. Четыре из этих анализов относились к верхним слоям участка. Были предоставлены 2 группы возрастов, каждая из которых принадлежала к разным квадратам. Остальные четыре анализа охватывают в основном культурный слой на глубине 150—175 см.

## Архитектура
Неолитический культурный цикл толщиной 11 м, обнаруженный в Гёйтепе, состоит из 14 архитектурных уровней, характеризующихся глинобитными домами круглой формы, будучи соединенными криволинейными стенами.Техника строительства и последовательность распределения архитектурных остатков, найденных на разных уровнях, были, в основном, похожи друг на друга. В качестве строительного материала использовались плосковыпуклые глиняные кирпичи с соломенным темпером размером 40-60 х 20 х 8-10 см, изготовленные из желтой или коричневой глины. Эти сооружения, в том числе выполненные из 15 рядов глинобитного кирпича высотой 1,5 м, считались хорошо сохранившимися.
В Шомутепе было обнаружено 2 типа круглых сооружений: большие и малые. Диаметр больших кольцевых конструкций достигал 3,5 м, в то время как меньшие имели диаметр до 2 м. Меньшие кольцевые конструкции обычно соединялись со стенками крыла, хотя большие предпочитались быть в основном независимыми или не полностью закрытыми. Там же были обнаружены и другие сооружения, такие как печи и бункеры. После изучения этих структур было подтверждено, что эти единицы были построены один за другим в последовательном порядке с определенной структурой распределения. Поселение представляло собой круглое или овальное сооружение диаметром 7-8 м, включающее в себя ряд круглых сооружений, соединенных флигельными стенами для окружения внутреннего двора. На стене ограждения для каждого блока был пролом, который, как предполагается, использовался в качестве входа во двор.
На месте археологических раскопок, в основном, во внутреннем дворе поселения вблизи стен флигелей или круглых сооружений экспертами были обнаружены глиняные урны и печи/очаги в основном во внутреннем дворе поселения вблизи стен флигелей или круглых сооружений на месте археологических раскопок. Бункеры диаметром 50-60 см и высотой в 50 см имели круглую или овальную форму. Дно бункеров было вырыто приблизительно на 10-15 см. Во время раскопок некоторые из них были обнаружены пустыми, в то время как другие были найдены с различными инструментами и материалами, показывающими, что они также имели функцию хранения. Печи диаметром около 60-70 см имели также круглую или овальную форму, однако их днища были покрыты речной брусчаткой и обнесены глиняным ободком.
В квадрате 2B было также обнаружено здание прямоугольной формы размером 4x2, 5 м с разделительной стеной, расположенной довольно далеко от круглых зданий, и предполагалось, что оно использовалось для другого назначения.

## Остатки материалов
В неолитическом культурном цикле были найдены керамика, базальт, обсидиан, орудия труда из кости (шила, иглы, топоры и молотки), образцы керамики, остатки растений и животных.
Орудия и другие предметы редко находили во внутренних частях небольших круглых сооружений. Напротив, более крупные круговые сооружения и внутренний двор отличались значительным количеством объектов. Здесь было обнаружено несколько практических орудий, в том числе большие обсидиановые лезвия и крупные орудия из кости. В ходе исследований было найдено 1 525 образцов керамики.

### Керамика
Образцы керамики были найдены во всех слоях. В основном использовались вертикальные и изогнутые кувшины, за которыми следовали глубокие чаши, небольшие сосуды без ручек и так далее. Узорчатые образцы керамики почти не встречались, лишь немногие образцы имеют простой рельефный орнамент с некоторыми кругами и овальными шишками и волнистыми линиями. Другие, обнаруженные с верхних слоёв, имеют монохромный орнамент. Здесь также были найдены минеральные и растительные закаленные керамические изделия, в то время как минералы, такие как базальт и обсидиан, обычно использовались в изготовлении глиняной посуды с плоским закаленным покрытием.
Использование минерального темпера в керамике аналогично культуре Шомутепе.

### Артефакты из камня
Было исследовано более 5 000 литографических артефактов, найденных в этом месте. Почти 70 % из них были сделаны из обсидиана. Обсидиан, в основном, использовался для изготовления клинков и лезвий.
Артефакты из обсидиана были выявлены в качестве стратифицированной коллекции (10 уровней, 901 шт.) (8), и считается, что обсидиан был извлечен из источников Малого Кавказа.
Ретушированные лезвия и стружки составляют основу ретушированной коллекции орудий. Другими преобладающими орудиями являлись резцы и осколки, которые составляли почти 30 % всей коллекции. Также были обнаружены зубцы, серповидные элементы, насечки и поперечные наконечники стрел.
Помимо обсидианов встречались и другие полезные ископаемые: местный кремний, туф, андезит и аргиллит. Кремнёвые орудия в основном изготавливались на специальных стружках. Они отличались несколькими блестящими лезвиями, которые представляли собой блестящую часть, распределенную по диагонали к краю.
Там же были найдены молотые каменные орудия, которые считаются обычными на этом участке. Среди них были земляные плиты, ступки, колотые камни и ручные камни. Эти орудия использовались для приготовления пищи, а также для приготовления красящих веществ.

### Другие орудия
В результате раскопок было выявлено, что обитателями этого участка были изготовлены костяные и пантовые орудия. Коротко заостренное шило, шпатели и ножи считаются наиболее распространенными инструментами данной категории. Топоры, молотки, кирки и мотыги были среди менее распространенных вещей. Были также обнаружены полированный топор из зеленого камня, пантовый молот с гладкой поверхностью, волнистые борозды и зарубки.
Полированные топоры, молотки с гладкой поверхностью имеют сходство с образцами культуры Шомутепе.

### Останки животных и растений
В ходе раскопок были выявлены остатки пшеницы и ячменя. Образцы пшеницы и ячменя, найденные в Гёйтепе, были обуглены и смешаны. Образцы ячменя и молотой пшеницы характерны для Гёйтепе, поскольку эти одомашненные культуры редко встречаются в неолитических стоянках Ближнего Востока, таких как Сирия и Турция.
Здесь же были найдены останки одомашненных коз, овец и крупного рогатого скота.